# Magnus Carlsson
Pour les articles homonymes, voir Carlsson.
Lars Magnus Carlsson né le 24 juin 1974 à Borås, en Suède est un chanteur et ancien membre du groupe Alcazar.

## Biographie
Magnus Carlsson grandit à Fristad, non loin de Borås, Il fait des études musicales très tôt, dès le collège. Il étudie ensuite à la faculté des arts à l'université de Göteborg pour devenir professeur de musique et de chant.
Carlsson commence sa carrière de chanteur comme membre du boys band suédois Barbados. Il décide de quitter le groupe et le 13 décembre 2002, et devient un membre officiel du groupe Alcazar. Le 24 janvier 2003, il donnait son dernier concert avec Barbados.
Carlsson participe au Melodifestivalen chaque année depuis 2000 (excepté en 2004) en compagnie du groupe Barbados, Alcazar ou en soliste.
En février 2006, il arrive en demi-finale du Melodifestivalen à Karlstad avec Lev Livet!, composé par Anders Glenmark et Niklas Strömstedt. Il se qualifie pour la finale à Globen. En 2007, Magnus présente la chanson Live Forever à Örnsköldsvik et prend la cinquième place. Le single sort le 5 mars 2007 et devient disque d'or.
Le 24 novembre 2014, il est annoncé comme candidat au Melodifestivalen 2015.

## Vie privée
Ouvertement homosexuel, Magnus Carlsson est marié à Mats Carlsson depuis 2006.

## Discographie

### Albums avec le groupe Barbados
- 1994 - Barbados
- 1997 - The Lion Sleep Tonight
- 1998 - Nu Kommer Flickorna
- 1999 - Belinda
- 1999 - Rosalita
- 1999 - When the Summer is gone
- 2000 - Kom Hem
- 2001 - Tracks For Tracks
- 2001 - Collection 1994-2001
- 2002 - Världen Utanför
- 2003 - Rewind
- 2005 - Best of Barbados 1994-2001
- 2006 - 20 Hits
- 2009 Upp Till Dans 5

### Albums avec le groupe Alcazar
- 2003, 2004 - Alcarized
- 2004, 2005 - Danceflor Deluxe

### Singles avec le groupe Alcazar
- 2003 - Not a Sinner nor a Saint
- 2003 - Ménage à trois
- 2003 - Someday
- 2003 - Love Life
- 2004 - This is the world we live in
- 2004 - Physical
- 2004 - Here I am
- 2005 - Alcastar
- 2005 - Start the fire

### Albums solo
- 2001 - En ny jul
- 2006 - Magnus Carlsson
- 2006 - Spår i snön
- 2007 - Live forever - The album
- 2007 - Live forever - The album [Deluxe Edition]
- 2008 - Re:Collection 93-08 [2CD]
- 2009 - Christmas [Deluxe Edition] [3CD-Box]
- 2010 - Pop Galaxy [2CD]
- 2014 - Happy Hollidays
- 2015 - Gamla Stan

### Singles solo
- 2001 - Mitt vinterland
- 2002 - Finns det mirakel
- 2006 - Lev livet! (Numero 1 en Suède)
- 2006 - Mellan vitt og svart (numéro 2 en Suède)
- 2006 - Wrap myself in paper (numéro 2 en Suède)
- 2007 - Live forever (numéro 3 en Suède)
- 2007 - Waves of love
- 2007 - Another Rainbow (Download)
- 2008 - Crazy Summer Night
- 2008 - I Was Born This Way (Download)
- 2008 - Walking In My Shoes (Download)
- 2009 - Y.M.C.A (Download)
- 2009 - This Is Disco
- 2009 - Sommarn Som Aldrig Säger Nej
- 2009 - Änglarnas Tid
- 2010 - A Little Respect (Maxi)
- 2010 - Feel You
- 2010 - Mitt Livs Gemål
- 2010 - The Best In Me (numéro 26 en Suède)
- 2011 - The Kiss
- 2012 - Arrival
- 2012 - People Change
- 2013 - Glorious
- 2014 - Tillsammans
- 2015 - Möt mig i Gamla stan 	(numéro 34 en Suède)

## Vidéographie

### Clips
- 2010 : Feel You, tiré de Pop Galaxy, dirigé par Patric Ullaeus